# Austin Mavericks
Austin Mavericks var ett amerikanskt ishockeylag som spelade i United States Hockey League (USHL) som både seniorlag (1977–1979) och juniorlag (1979–1985). Laget hade dock sitt ursprung från 1974 när Mavericks grundades för spel i Midwest Junior Hockey League (MIDJHL). År 1985 flyttades Mavericks till Rochester i Minnesota för att vara Rochester Mustangs.
Mavericks spelade sina hemmamatcher i Riverside Arena i Austin i Minnesota.
Laget vann en Anderson Cup, som delas ut till det lag som vinner USHL:s grundserie, men ingen Clark Cup, som delas ut till det lag som vinner USHL:s slutspel.
Mavericks fostrade spelare såsom Rick Zombo.